# Col Wakhjir
Le col Wakhjir (pachto : کوتل وجیر, Kōtal-e Vakhjīr ; chinois : Wa Ho Chi Erh Shan K'ou, pinyin Waheqier Shankou) est un col de montagne situé à 4 923 mètres d'altitude entre le Pamir et le Karakoram, sur la frontière entre l'Afghanistan et la République populaire de Chine. Il a la particularité de se trouver sur la ligne de changement d'heure le plus important, l'Afghanistan étant situé sur UTC+4:30 et la Chine sur UTC+8.
Le col est inaccessible du côté chinois (xian autonome tadjik de Taxkorgan), l'armée filtrant 100 km en aval et ne laissant que les bergers kirghizes y accéder.